# Ayako Wakao
Ayako Wakao (jap. 若尾 文子 Wakao Ayako; ur. 8 listopada 1933) – japońska aktorka filmowa i telewizyjna. Zagrała w ponad 100 filmach fabularnych, a także w licznych filmach telewizyjnych i serialach.